# Georges Batiot
Georges Batiot est un homme politique français né le 17 août 1845 à Talmont (Vendée) et mort le 24 décembre 1929 à Talmont.

## Biographie
Georges Pierre Aimé Batiot est le fils de Nicolas François Aimé Batiot, maire de Talmont, chevalier de la Légion d’honneur, et d'Anne Julie Célie Gillaizeau
Avocat aux Sables-d'Olonne de 1869 à 1876, il est vice-président du conseil de préfecture de la Vendée de 1876 à 1889. Maire de Talmont de 1889 à 1929, il est député de la Vendée de 1893 à 1898, siégeant sur les bancs républicains. Il est conseiller général de 1907 à 1925.
Il est président de la délégation cantonale de Talmont, de la Commission cantonale de statistique agricole de la Société viticole et agricole des cantons des Sables et de Talmont, de la société de secours mutuels de Talmont, des syndicats de marais de la Gachère et de la Gaittière.

## Distinctions
- Chevalier de la Légion d'honneur (1910)
- Officier de l'Instruction publique
- Chevalier de l'ordre du Mérite agricole

## Source
- « Georges Batiot », dans le Dictionnaire des parlementaires français (1889-1940), sous la direction de Jean Jolly, PUF, 1960 [détail de l’édition]